# Вчорайше (зупинний пункт)
Вчора́йше — пасажирський залізничний зупинний пункт Козятинської дирекції Південно-Західної залізниці.
Розташований поблизу села Лісове Ружинського району Житомирської області на лінії Фастів I — Козятин I між станціями Чорнорудка (8 км) та Брівки (8 км).
Відкритий 1940 року. Раніше на місці зупинного пункту існував блокпост. Має дві платформи берегового типу, одна з яких має павільйон очікування.